# 달 에런 (1919년)
달 에런(Assembly of Ireland 아일랜드어: Dáil Éireann)은 아일랜드 공화국의 일방적 독립선언이 있었던 1919년에 창설된 아일랜드의 일원제 의회이다. 첫 의회는 신페인당이 영국 의회가 반대한 1918년 아일랜드 총선에서 승리를 거둔 후 만들어졌다. 의회는 더블린에서 아일랜드 독립 입법부의 출범을 선언하였다. 아일랜드 제헌 의회(First Dáil)는 아일랜드 독립전쟁이 발발함에 따라 소집되었다. 
제헌의회가 폐회되고 1921년에 2대 의회(Second Dáil)가 소집되었는데 이 두가지 Dála는 영국의 법을 위반하는 것이었다. 1922년에서 1923년까지 열린 3대 의회(Third Dáil)는 1921년 체결된 영국-아일랜드 조약에 의거하여 합법성을 인정받았다. 1922년, 아일랜드 자유국이 건국됨에 따라 새 의회는 에러크터스로 개명되었다.

## 같이 보기
- 아일랜드의 역사